# Gee (Girls’-Generation-Lied)
Gee ist ein Lied der K-Pop-Mädchengruppe Girls’ Generation. Der Musiktitel wurde erstmals in koreanischer Sprache am 5. Januar 2009 in Südkorea digital zum Download veröffentlicht. Die EP Gee erschien zwei Tage später am 7. Januar. Mit dem Song stellte die Gruppe einen neuen Rekord in der KBS-Sendung Music Bank auf, indem sie neun aufeinanderfolgende Wochen den ersten Platz erreichten.
Am 20. Oktober 2010 erschien eine japanische Version von „Gee“ als Single.

## Überblick
Ab Ende Dezember 2008 berichteten zahlreiche südkoreanische Medien von der Rückkehr von Girls’ Generation im Januar 2009 nach neunmonatiger Pause. Ab dem 26. Dezember 2008 wurde das neue Mini-Album und der Song durch diverse Teaser-Poster in Seoul, sowie einen 25-sekündigen Video beworben. Nach der Veröffentlichungen erzielte der Song gleich sehr viel Aufmerksamkeit und erreichte sofort Platz eine der stündlichen Cyworld-Charts und sechs weiterer Online-Musikcharts.
Ab Ende September 2010 spielten japanische Radiostationen die neue, japanische Version von „Gee“. Am 6. Oktober 2010 wurde das neue Musikvideo veröffentlicht und schließlich am 20. Oktober 2010 erschien die Single in drei verschiedenen Versionen.

## Informationen zum Lied
„Gee“ ist ein sehr schneller Popsong und handelt von einem Mädchen, das sich zum ersten Mal verliebt hat. Der Titel „Gee“ ist ein Ausdruck der Überraschung, ähnlich wie „Eomeona!“ (어머나!, Oh, mein Gott!). Das Lied wurde von dem südkoreanischen Produzentenduo E-Tribe geschrieben. Der japanische Text stammt von Kanata Nakamura.

## Musikvideos
Es gibt drei verschiedene Musikvideos zu „Gee“. Das erste erschien am 7. Januar 2009. Minho von SHINee spielt in dem Clip einen Verkäufer. Das Musikvideo zeigt die neun Mitglieder von Girls’ Generation als Schaufensterpuppen in einem Modeladen. Als ein Angestellter des Ladens diesen schließt und verlässt, erwachen die Schaufensterpuppen zu Leben. Das Musikvideo wurde auf YouTube mehr als 190 Millionen (Stand: Dezember 2017) mal angesehen.
Die anderen beiden Musikvideos sind Tanzversionen, einmal im Kleidungsgeschäft und das andere spielt vor einem weißen Hintergrund.
Am 6. Oktober 2010 erschien eine japanische Version des Musikvideos, dass sich nur geringfügig vom koreanischen unterscheidet. Auch spielt Minho wieder den Angestellten.

## Preise
- 7th Korean Music Awards: Song des Jahres[10]
- 2009 MelOn Music Awards: Song des Jahres und Mobile Music des Jahres[11]

## Chartplatzierungen
Mit dem Lied „Gee“ brach die Gruppe mehrere Rekorde in südkoreanischen Musikshows. So erreichte „Gee“ in neun aufeinanderfolgenden Wochen den ersten Platz bei KBS Music Bank, sooft wie keine anderen Musiker zuvor. Auch im Musikportal des Senders Mnet lösten Girls’ Generation die Wonder Girls ab, indem sie gleich achtmal hintereinander den ersten Rang belegten. Laut dem südkoreanischen Musikportal Melon ist „Gee“ der beste K-Pop-Song des Jahrzehnts (2000–2009).
| ChartsChartplatzierungen | Höchstplatzierung | Wochen |
| ------------------------ | ----------------- | ------ |
| Japan (Oricon)           | 2 (47 Wo.)        | 47     |
| Südkorea (KMCA)          | 75 (1 Wo.)        | 1      |

| ChartsJahrescharts (2010) | Platzierung |
| ------------------------- | ----------- |
| Japan (Oricon)            | 49          |